# Crassula arborescens
Crassula arborescens és una planta suculenta nativa de Sud-àfrica i que pertany a la família de les Crassulaceae i al gènere Crassula. Les plantes d'aquest gènere estan molt valorades pel seu ús ornamental i pel col·leccionisme de suculentes. S'han convertit en les protagonistes de jardins tant de Sud-àfrica com d'altres països. Són plantes a les quals agrada l'ombra i formen una bonica visió com no ho fan altres espècies del gènere. Tenen una aparença compacta, uniforme i ordenada que tant agrada a paisatgistes com a jardiners. Són plantes longeves i responen molt bé a la poda.
El seu estat de conservació és bo, no es troba en perill d'extinció, per la seva capacitat fàcil de dispersió, de fàcil arrelament i naturalesa perenne. Generalment, es produeixen en abundància en el seu espai natural.

## Descripció

### Port
Crassula arborescens és una planta perenne, excepcionalment rabassuda, a diferència d'altres espècies del mateix gènere. Es pot reconèixer fàcilment per les seves fulles de color blau-gris que contrasta amb les plantes del voltant.

### Fulles
Les fulles són lleugerament carnoses, sovint tenyides de vermell, amb una filera de pèls en forma de grans arrodonits en els marges que donen a les fulles una vora platejada, però que es necessita una lupa per veure-les correctament. També hi ha petits pèls que apunten cap avall en les branques joves, i donen a les tiges una pols platejada i també es necessita una lent d'augments per veure'ls correctament. Les fulles són oposades, més o menys de la mateixa longitud en tota la planta, i disposades densament en files ordenades en les tiges, cosa que fa un efecte ordenat i geomètric.

### Flors
Les flors són blanques, de vegades tenyides de rosa, amb sèpals vermells, ovaris vermells que acoloreixen el centre de les flors obertes vermelles, i les anteres vermelles tendeixen a daurar-se. Les flors es troben agrupades en raïms durant tot l'any coberts, atapeïts en els extrems de les branques durant el solstici d'estiu (desembre-febrer) i tenen nèctar, que desprèn una aroma característica. Les flors es desenvolupen en petites càpsules (fruit), cadascuna amb moltes llavors diminutes.

## Distribució i hàbitat
C. arborescens creix en els vessants de cara sud o sud-oest o en kloofs, en afloraments de roca, en lleixes o en esquerdes de les roques de les muntanyes Riviersonderend a prop de Stellenbosch, al Cap Occidental; cap al nord, a través de la Cederberg, fins als Springboks a Namaqualand, cap del Nord. Es troba tant en les ecorregions de Fynbos com la del Karoo Suculent.

## Taxonomia
El nom Crassula és el diminutiu llatí de Crasso, 'gruixuda', en referència a les fulles gruixudes de molts membres del gènere. El mot llatí dejectus, -a, -um, significa 'abatut, desanimat, sotmès, caigut, penjant, enderrocat o baixat'. Però, segons Stearn (1992), el significat botànic de les dejeccions del dejectionem llatí, significa 'tir baix' o 'força cap avall' o 'fer caure' o 'deixar caure'. El nom d'aquesta espècie podria provenir dels pèls corbats cap avall en tiges tendres, o perquè l'espècimen anomenat per Jacquin es trobava creixent sobre una cornisa en voladís o va haver de ser baixat d'una cornisa. Crassula va ser anomenada per primera vegada el 1862 i el gènere conté al voltant de 150-200 espècies, la majoria de les quals viuen a l'Àfrica del Sud. La majoria dels membres són perennes suculentes, encara que n'hi ha algunes espècies d'arbustos i arbres. Altres gèneres populars utilitzats en l'horticultura inclouen cotilèdon, Tylecodon i Kalenchoe, que també són suculentes i són utilitzades en jardí de roques que es desenvolupen bé en climes semiàrids.